# Washingtonhelea frommeri
Washingtonhelea frommeri är en tvåvingeart som beskrevs av Wirth och Eileen D. Grogan 1988. Washingtonhelea frommeri ingår i släktet Washingtonhelea och familjen svidknott.
Artens utbredningsområde är Kalifornien. Inga underarter finns listade i Catalogue of Life.